# Apsidna točka
Apsidna točka ali kar apsida je v astronomiji in astrodinamiki točka na eliptičnem tiru nebesnega telesa, kjer je najbolj ali najmanj oddaljeno od središča kroženja. Točka najbližja središču se imenuje periapsida, točka najdlje pa apoapsida. Apsidni točki povezuje apsidnica ali apsidna črta.
Po Keplerjevih zakonih se telesu, ki se približuje periapsidni točki tirna hitrost povečuje. V apoapsidni točki pa se mu zmanjšuje.
Za nekatera telesa in tire se uporabljajo posebna imena. V domačih virih se za Zemljo in Sonce uporabljata prizemlje/odzemlje in prisončje/odsončje, drugače pa se v astronomskih virih pojavljajo največkrat '-gej', '-helij'/'-felij', '-astron' in '-galaktikon'. Drugi pa le poredkoma. '-saturnij' se v zadnjih 50. letih skoraj ni pojavil. '-gej' se običajno, čeprav nepravilno, uporablja kot izraz za 'najbližji mimohod planeta' namesto le za Zemljo. Izraza peri/apomelasma je uporabljal ameriški fizik in pisec znanstvene fantastike Geoffrey Alan Landis leta 1998 preden se v znanstvenih besedilih leta 2002 nista pojavila peri/aponigrikon.
| kroženje okrog telesa | točka najbližje                    | točka najdlje                   |
| --------------------- | ---------------------------------- | ------------------------------- |
| -                     | periapsida                         | apoapsida                       |
| Zemlja                | prizemlje (perigej)                | odzemlje (apogej)               |
| Sonce                 | prisončje (perihelij)              | odsončje (afelij/apohelij)      |
| Luna                  | perilunij perisintij (periselenij) | apolunij aposintij (aposelenij) |
| Merkur                | perihermij/perihermion             | afermij/apohermion              |
| Venera                | perisiterij                        | apositerij                      |
| Mars                  | periarej                           | apoarej                         |
| Jupiter               | perijovij                          | apojovij                        |
| Saturn                | perisaturnij perikron              | aposaturnij apokron             |
| Uran                  | periuranij                         | apouranij                       |
| Neptun                | periposeidij                       | aposeidij                       |
| Pluton                | perihadij                          | apohadij                        |
| zvezda                | periastron                         | apastron ali apoastron          |
| črna luknja           | perimelasma perinigrikon           | apomelasma aponigrikon          |
| jedro galaksije       | perigalaktikon                     | apogalaktikon                   |

Najbolj znani takšni točki sta prisončje in odsončje, kjer so planeti, kometi ali asteroidi najbližje ali najdlje od Sonca. Pri umetnih satelitih se največkrat uporabljata prizemlje in odzemlje.
Ker sta priponi 'peri' in 'apo' grški, bi bilo treba najpravilneje uporabljati tudi grška imena za telesa, namesto uveljavljenih latinskih.